# الكوفة (المالكية)
الكوفة قرية سورية تتبع ناحية المعبدة في منطقة المالكية التابعة لمحافظة الحسكة في أقصى شمال شرق سورية. تقع على بعد 16 كم جنوب جنوب مدينة المالكية و14 كم غرب نهر دجلة و8 كم شمال معبر الوليد الحدودي مع العراق.